# Eugenia Kalnay
Eugenia Kalnay (Buenos Aires, 1 de octubre de 1942-Maryland, 14 de agosto de 2024) fue una meteoróloga argentina, experta en modelización numérica, premiada en 2009 por la Organización Meteorológica Mundial OMM, por sus contribuciones sobresalientes en el campo de la climatología.

## Biografía
Su título de licenciada en meteorología lo recibió en la Facultad de Ciencias Exactas y Naturales de la Universidad de Buenos Aires en 1965.
Al año siguiente decidió irse del país debido a los sucesos conocidos por el nombre de La noche de los bastones largos, durante el gobierno del dictador Juan Carlos Onganía, en los cuales la policía atacó y arrestó a los estudiantes, docentes e investigadores de la Facultad de Exactas, provocando uno de los peores éxodos de científicos de la Argentina.
Ya en Estados Unidos, Kalnay desarrolló una brillante carrera, donde obtuvo numerosos premios, entre ellos el de la Organización Meteorológica Mundial (2009), que reconoció sus aportes en el análisis y la predicción numérica del tiempo. Es la segunda mujer en el mundo que recibe ese premio, que se otorga desde 1956.
Fue la primera mujer en obtener un doctorado en meteorología en el Instituto de Tecnología de Massachusetts (MIT). Continuó luego sus trabajos en otras instituciones: desde 1979 hasta 1986 en la agencia espacial estadounidense, NASA, donde desarrolló un modelo global del clima, que se utiliza actualmente para hacer experimentos en todo el mundo.
De 1987 a 1997 dirigió el Centro de Modelización Medioambiental, Environmental Modeling Center (EMC) del National Centers for Environmental Prediction (NCEP) del Servicio Meteorológico Americano, National Weather Service (NWS).
Investigó y enseñó en la Universidad de Oklahoma, y en la Universidad de Maryland, donde dirige el Departamento de Ciencias de la Atmósfera y los Océanos. Entre 1987 y 1997, como directora de investigación del Servicio Meteorológico de los Estados Unidos, logró desarrollar técnicas que permiten que un pronóstico para dentro de los 10 días tenga la misma calidad que otro para los dos días siguientes.
A pesar de trabajar en la Universidad de Maryland, siguió estando en contacto con la Universidad de Buenos Aires. En ella formó a científicos, dirigió tesis de investigadores y dio cursos. Realizó varios estudios sobre los cambios en las lluvias y las temperaturas de la Argentina junto con otros científicos. El 30 de octubre de 2008 la Facultad de Ciencias Exactas le entregó el título de Doctora honoris causa.
Kalnay logró el funcionamiento de mapas globales con bases de datos que arrancan en 1947 y siguen hasta ahora, permitiendo así que muchos científicos lleven a cabo estudios sobre el problema del cambio climático.
Eugenia indicó que desde 2010 la humanidad consume una vez y media lo que el planeta puede producir. Al ser consultada sobre el porcentaje del cambio climático atribuible al comportamiento humano, explicó que fenómenos meteorológicos extremos, como tormentas de nieve u olas de calor récord, pueden deberse tanto a la variabilidad natural como al impacto humano, por lo que no pueden atribuirse completamente a los humanos. Sin embargo, afirmó que las grandes tendencias del clima global desde 1880, como el aumento de la temperatura media, son atribuibles casi en su totalidad al impacto humano, ya que ocurren a un ritmo mucho más rápido que cualquier cambio climático anterior.

## Premios
Algunos de sus premios más importantes:
- Medalla de la NASA por sus Excepcionales logros científicos.
- Dos medallas de oro y una de plata del Department of Commerce (NOAA),
- Doctor honoris causa (UBA) (2008).
- Premio de la Organización Meteorológica Mundial, ONU, por sus contribuciones sobresalientes en el campo de la climatología, junio (2009).